# شيلدون أديلسون
شيلدون أديلسون (بالإنجليزية: Sheldon Adelson)‏ مواليد 4 أغسطس 1933 في بوسطن، ماساتشوستس، الولايات المتحدة، هو رجل أعمال أميركي، رئيس مجلس إدارة شركة لاس فيجاس ساندز (Las Vegas Sands) و الرئيس التنفيذي لهاو التي تدير بعض من أكبر الكازينوهات و قاعات المؤتمرات في لاس فيجاس، يملك أديلسون أيضا الجريدة الإسرائيلية اليومية إسرائيل هايوم، صنفته مجلة فوربس ضمن أغنياء العالم حيث احتل المرتبة الثامنة بثروة تقدر ب40 مليار دولار. قام شيلدون مع زوجه بتأسيس الجمعية الخيرية أديلسون فاونديشن، والتي تركز بشكل كبير على دعم قضايا تتعلق بإسرائيل واليهود بشكل عام، حيث تُعتبر أكبر مؤسسة خيرية داعمة لإسرائيل. أديلسون أيضا من أكبر المساهمين و الممولين للحزب الجمهوري الأمريكي مما خوله لكسب التأثير الكبير داخل الحزب.